# 1479

## أحداث
- نهاية الحرب العثمانية–البندقية في 1479 والتي بدأت في 1463.
- نهاية الحروب البيزنطية العثمانية في 1479 والتي بدأت في 1265.
- 20 يناير - فرديناند الثاني يتولى عرش أراغون وويحكم جنبا إلى جنب مع زوجته إيزابيلا الأولى، ملكة قشتالة على معظم شبه الجزيرة الإيبيرية.

## مواليد
- الغورو عمار داس
- خوانا الأولى

## وفيات
- خوان الثاني ملك أراغون